# 姫路ハーベスト医療福祉専門学校
姫路ハーベスト医療福祉専門学校（ひめじハーベストいりょうふくしせんもんがっこう）とは、兵庫県姫路市にある学校法人摺河学園が運営する私立専修学校。理学療法学科では理学療法士を目指すとともにJATI認定のトレーニング指導者資格（JATI-ATI）を目指せるトレーナーコースもある。保育ではリトミックなどを学べる数少ない専門学校の一つ。

## 特色
人としての内面を磨く「心の教育」、現場実習の「実学教育」に重きを置いている。独自科目である「ホスピタリティ・デザイン学」と「コミュニケーション学」は全学科共通の学習科目である。また確実に習熟できるよう校内で独自の検定システムを設けている。

## 沿革
- 2008年
  - ハーベスト医療福祉専門学校設立
  - 理学療法学科（昼・夜間部）・介護福祉学科・保育学科の3学科を開設
  - 校舎の建築デザインが「日本サインデザイン・第42回SDA賞」に入選[1]
- 2009年
  - 保育学科をリトミック・チャイルド学科に名称変更
  - 校舎が「第8回姫路市都市景観賞」受賞[2]
- 2011年 - 医薬学科開設
- 2013年
  - リトミック・チャイルド学科をリトミック保育学科に名称変更
  - 校舎が兵庫県「人間サイズのまちづくり賞」奨励賞を受賞[3]
- 2014年
  - 文部科学省「職業実践専門課程」の認定を受ける[4]
  - 医薬学科を医薬健康学科に名称変更
- 2019年 - リトミック保育学科をこども保育学科に名称変更
- 2020年 - 学校名を姫路ハーベスト医療福祉専門学校に変更

## 基礎データ

### 所在地
- 〒670-0962 兵庫県姫路市南駅前町91-6

### 交通アクセス
- JR山陽本線姫路駅南口から徒歩約1分、東口から南へすぐ
- 山陽電鉄本線山陽姫路駅から徒歩約5分

## 学科
- 理学療法学科（昼間部三年制・夜間部三年制）
- 介護福祉学科（昼間部二年制）
- こども保育学科（昼間部二年制）
- 医薬健康学科（昼間部二年制）

## 取得資格・取得目標資格
理学療法学科
- 理学療法士国家試験受験資格
- JATI認定トレーニング指導者（JATI-ATI）

介護福祉学科
- 介護福祉士国家試験
- ライフケアアドバイザー認定証

こども保育学科
- 保育士
- 幼稚園・保育園のためのリトミック1級/2級指導資格（リトミック研究センター認定）

医薬健康学科
- 登録販売者受験資格
- ビューティーケアアドバイザー受験資格（日本チェーンドラッグストア協会認定）
- 調剤事務管理士受験資格
- POP広告クリエイター技能審査
- サービス接遇実務検定
- 医療事務管理士